# ISO 3166-2:GL
ISO 3166-2:GL is een ISO-standaard met betrekking tot de zogenaamde geocodes. Het is een subset van de ISO 3166-2 tabel, die specifiek betrekking heeft op Groenland. 
De gegevens werden tot op 26 november 2018 geüpdatet op het ISO Online Browsing Platform (OBP). Hier worden 5 gemeenten - municipality (en) / commune (fr) / kommunia (kl) gedefinieerd.
Volgens de eerste set, ISO 3166-1, staat GL voor Groenland, het tweede gedeelte is een code bestaande uit twee letters.

## Codes
| Code  | Naam       | Groenlands               |
| ----- | ---------- | ------------------------ |
| GL-AV | Avannaata  | Avannaata Kommunia       |
| GL-KU | Kujalleq   | Kommune Kujalleq         |
| GL-QE | Qeqqata    | Qeqqata Kommunia         |
| GL-QT | Qeqertalik | Kommune Qeqertalik       |
| GL-SM | Sermersooq | Kommuneqarfik Sermersooq |